# Tempelberg (Steinhöfel)
Tempelberg ist ein Ortsteil der Gemeinde Steinhöfel im Landkreis Oder-Spree in Brandenburg.

## Lage
Der Ortsteil liegt rund 5,5 km nördlich von Steinhöfel und damit im nördlichen Teil der Gemarkung der Gemeinde. Nördlich grenzt die Stadt Müncheberg an. Nordöstlich liegt der Steinhöfeler Wohnplatz Fritzfelde, östlich der Ortsteil Heinersdorf. Südöstlich liegt der Ortsteil Hasenfelde, südwestlich der Wohnplatz Charlottenhof, gefolgt vom Ortsteil Buchholz im Südwesten und dem weiteren Ortsteil Gölsdorf im Westen. Die Wohnbebauung konzentriert sich um den Dorfanger und den ehemaligen Gutsbezirk im Südosten. Die umliegenden Flächen werden vorzugsweise landwirtschaftlich genutzt.

## Geschichte und Etymologie

### Frühzeit bis 16. Jahrhundert
Im Jahr 1871 entdeckten Arbeiter auf der Suche nach Baumaterial eine Grabstätte, die zunächst in Vergessenheit geriet und 1984 wiederentdeckt wurde. Durch die Bestimmung der sichergestellten Scherben in die Kugelamphoren-Kultur konnte eine Besiedlung der Region in die Zeit von 3450 v. Chr. bis 2600 v. Chr. nachgewiesen werden.

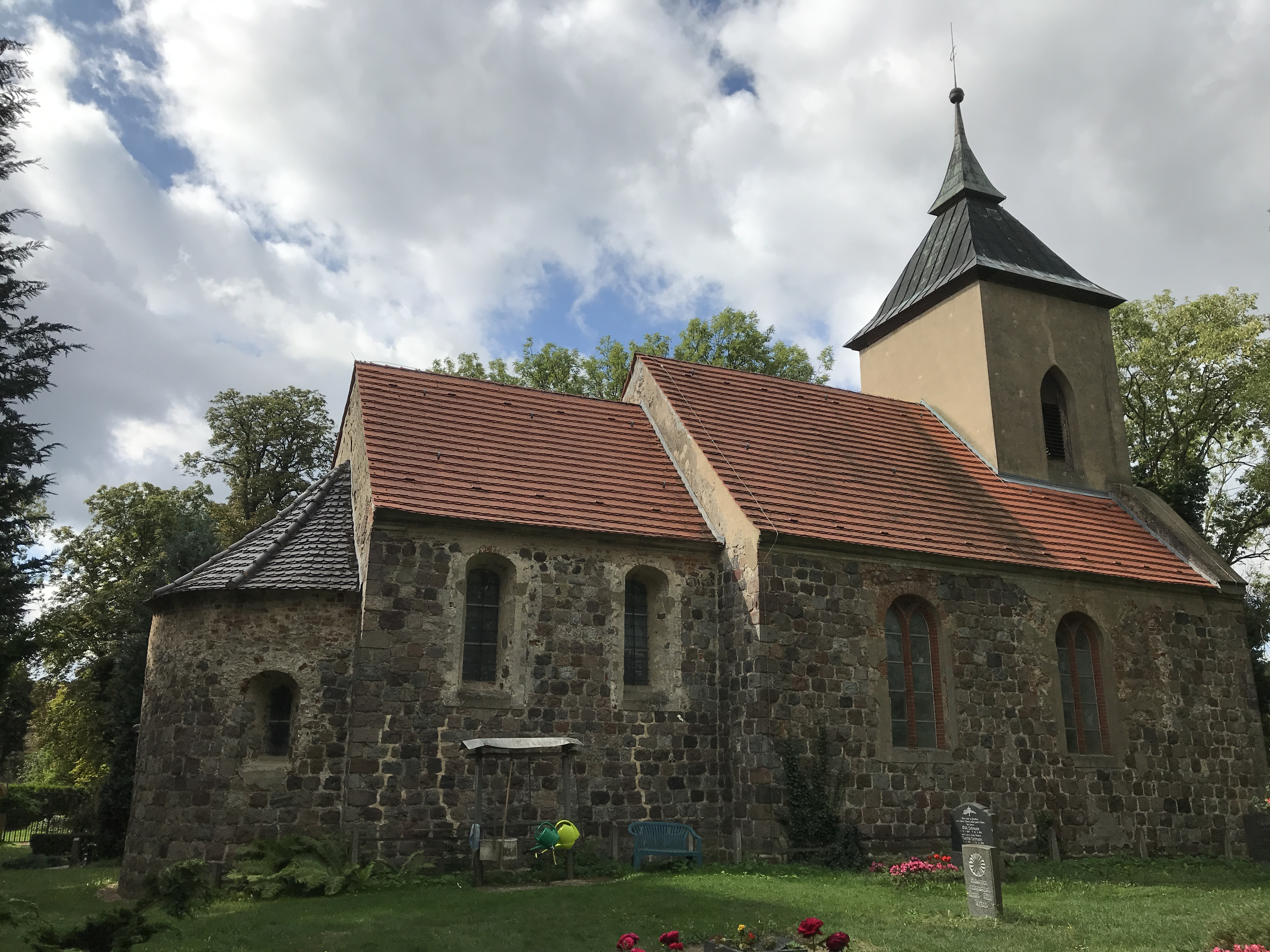
Dorfkirche Tempelberg

Die erste urkundliche Erwähnung eines Dorfes (villa) in Tempelberge stammt aus dem Jahr 1244. Der Ort war zu dieser Zeit im Besitz von Tempelrittern der Komturei Lietzen, welche bei der Anlage ihrer Stützpunkte darauf achteten, dass diese untereinander jeweils binnen einer Tagesreise von etwa 40 Meilen erreichbar waren. Dies entspricht der Distanz zu dem ebenfalls von den Tempelrittern gegründeten Tempelhof, welcher heute ein Bezirk von Berlin ist. Die Ordensbrüder errichteten im zweiten Viertel des 13. Jahrhunderts eine Feldsteinkirche. Im Jahr 1318 übernahm der Johanniterorden das Lehen. Die nächste urkundlich Erwähnung in der heute noch genutzten Schreibweise Tempelberg erfolgte als Kirchdorf im Jahr 1405. Vor 1412 erwarben die von Wulffen das Dorf mit Ober- und Untergerichtsbarkeit, Kirchenpatronat und Schulzenlehen (1491). Tempelberg war im Jahr 1460 insgesamt 53 Hufen groß, davon standen dem Pfarrer drei Hufen, der Kirche eine Hufe zu. Der Richter besaß vier Hufen, die von Wulffen 14 freie Hufen, auf die sie keine Abgaben mehr leisten mussten. Es zinsten daher 31 Hufen, darunter zwei Kossäten, der Krüger und drei wüste Hufen, von denen zwei Hufen und ein Hof im genannten Jahr wüst gefallen waren. Die Landsteuer betrug im Jahr  1541 insgesamt 37 Rheinische Gulden (fl) und 23 Groschen (gr). Unter Johann von Küstrin kam Tempelberg in die Markgrafschaft Brandenburg-Küstrin (1556) und von dort erneut im Jahr 1571 an den Johanniterorden, die die Region nun bis 1810 halten sollten.

### 17. Jahrhundert
Im Jahr 1608 hatte die von Wulffen ihr Gut zu einem Rittersitz ausgebaut. Im Dorf lebten im Jahr 1624 mittlerweile elf Hufner, zwölf Kossäten, ein Hirte, ein Pachtschäfer, ein Schmied, 2 1⁄2 Paar Haushalte und die Schäferknechte. Sie bewirtschafteten 27 Hufen. Hinzu kamen eine Kirchhufe, nur noch zwei Hufen für den Pfarrer sowie 18 Hufen der von Wulffen. Die von Wulffen hatten drei Höfe mit sechs Hufen freigewilligt (1620) und drei neue Kossätenhöfe schosspflichtig gemacht. Diese Struktur hatte sich auch 1633/1634 nur kaum geändert: Es gab 24 Hufen, die Kossätenhöfe, einen Schäfer, einen Schmied, einen Müller sowie einen Hirten. Im Dreißigjährigen Krieg wurde Tempelhof schwer getroffen. Die Ritterhufen wurden nun von der Witwe der von Wulffen bewirtschaftet; daneben lebte offenbar nur noch der Dreihufner, der auch Krüger war. Die übrigen 18 Hufen hatten „keinen Wirt“, lagen also wüst. Es gab einen Schäfer, einen Hirten und vier Paar Hausleute (1654). Die 18 wüsten Hufen bestanden im Jahr 1666 fort. Der Hirte hatte mittlerweile kein Vieh mehr, von den vier Paar Hausleuten war nur noch einer übrig. Die Schmiede war nicht mehr besetzt; bei Bedarf kam ein Laufschmied in das Dorf. Ein ähnliches Bild zeigt sich im Jahr 1687: Die zwölf Ganzkossätenhöfe lagen nach wie vor wüst.

### 18. Jahrhundert
Im 18. Jahrhundert hatte sich die Lage verbessert. Es gab im Jahr 1711 vier Hufner, sechs Kossäten und sechs Paar Hausleute sowie einen Wohnschmied. Der Hirte hatte allerdings nach wie vor kein Vieh. Außerdem gab es einen Schäfer, einen Meisterknecht mit 67 sowie einen Hammelknecht mit 43 und einen Lämmerjungen mit 26 Schafen. Die Bewohner zahlten für 21 Hufen je 7 gr Abgaben. Dem Pfarrer standen 1715 wieder drei Hufen zu. Er erhielt außerdem 1 Wispel 17 Scheffel Korn, der Küster 22 Scheffel 8 Mandeln Korn. Im Jahr 1734 lebten in Tempelberg sechs Bauern, sieben Kossäten, fünf Hausleute, ein Müller, ein Schmied, zwei Leineweber sowie ein Schäfer und ein Hirte. Es gab 23 Frauen, 16 große Söhne, 13 große Töchter sowie 19 Söhne und 14 Töchter und zehn Jahren. Hinzu kamen sechs Knechte und vier Mägde auf 21 Hufen. Aus dem Jahr 1745 wurde lediglich von sieben Bauern, acht Kossäten, einer Windmühle sowie einer wüst liegenden Ziegelscheune berichtet. Im Jahr 1772 gab es sechs Bauern und Halbbauern, acht Kossäten und Büdner sowie einen Müller und eine Schmiede.

### 19. Jahrhundert
Tempelberg gelangte im Jahr 1802 in die Herrschaft Neuhardenberg. Zu dieser Zeit gab es ein Dorf mit Gut, in dem sechs Ganzbauern, acht Ganzkossäten, ein Büdner und vier Einlieger lebten. Es gab eine Schmiede sowie einen Krug (1801). Die Bewohner schlugen 4000 Morgen Mg Holz, bewirtschafteten 24 Lehnhufen und betrieben 26 Feuerstellen (= Haushalte). Nach den Preußischen Reformen gab es im Jahr 1816 insgesamt 14 spannfähige Bauern, die 1866 Mg bewirtschafteten. Im Jahr 1818 wurde von einem Adeligen Dorf mit 36 Feuerstellen sowie einem Vorwerk berichtet. Dabei handelte es sich um die Tempelberger Mühle, in der ein Haushalt lebten. Ein weiteres Vorwerk war bis 1825 in Gölsdorf entstanden. In Tempelberg gab es sechs Ganzbauern, acht Ganzkossäten, einen Büdner und 24 Einlieger. Hinzu kamen vier Handwerker, zwei Forsthäuser (von eines einzeln liegend) sowie ein einzeln liegender Krug und eine Windmühle. Bis 1831 waren weitere Handwerker hinzugekommen. Es gab einen Schuhmacher, zwei Zimmerleute (Gehilfen bzw. Lehrlinge), einen Rade- und Stellmacher, einen Böttcher, eine Schmiede, eine Windmühle, einen Webstuhl sowie einen Viktualienhändler sowie 20 männliche und 10 weibliche Dienstboten. Im Jahr 1840 gab es das Dorf mit Windmühle, Forsthaus und Rittergut; in Summe 34 Wohngebäude. Tempelberg bestand im Jahr 1864 aus Dorf und Rittergut, Windmühle und einem ausgebauten Bauerngehöft. Im Dorf standen 22 Wohn-, drei gewerbliche und 36 steuerfreie Gebäude, im Rittergut waren es 29 Wohn-, drei gewerbliche und 27 steuerfreie Gebäude. Das Dorf war 1611,7 Mg groß: 1323,7 Mg Acker, 2,5 Mg Gärten, 28,7 Mg Wiese, 63 Mg Weide, 129,3 Mg Wald, 50,5 Mg Wege, 3,8 Mg Flüsse und 10,1 Mg Hofräume. Das Gut war 9128,2 Mg groß: 5229,6 Mg Acker, 13 Mg Gärten, 185,5 Mg Wiese, 844,8 Mg Weide, 2138,7 Mg Wald, 515,5 Mg Wasser, 137,2 Mg Wege, 27,2 Mg Flüsse, 36,1 Mg Hofräume (1862/1863). Im Jahr 1882 waren im Dorf acht Bauerngüter zwischen 100 und 300 Mg groß (zusammen 1068 Mg), drei Kossätengüter zwischen 30 und 100 Mg waren zusammen 169 Mg groß, fünf Büdner waren zwischen 5 und 30 Mg groß (zusammen 50 Mg) und zwei Besitzungen zusammen 3 Mg. Das Gut bestand aus zwei Besitzungen mit über 1000 Mg (zusammen 5000 Mg); eine Besitzung war 1⁄2 Mg groß. Tempelhof bestand im Jahr 1880 mit dem Vorwerk Gölsdorf und dem Vorwerk Seehof. Es gab eine Ziegelei, eine Ackerwirtschaft und eine Windmühle. Nach dem Wohnplatz Seehof (1871) kamen 1885 die Wohnplätze Forsthaus Dehmsee und Forsthaus Tempelberg hinzu (auch 1895).

### 20. und 21. Jahrhundert

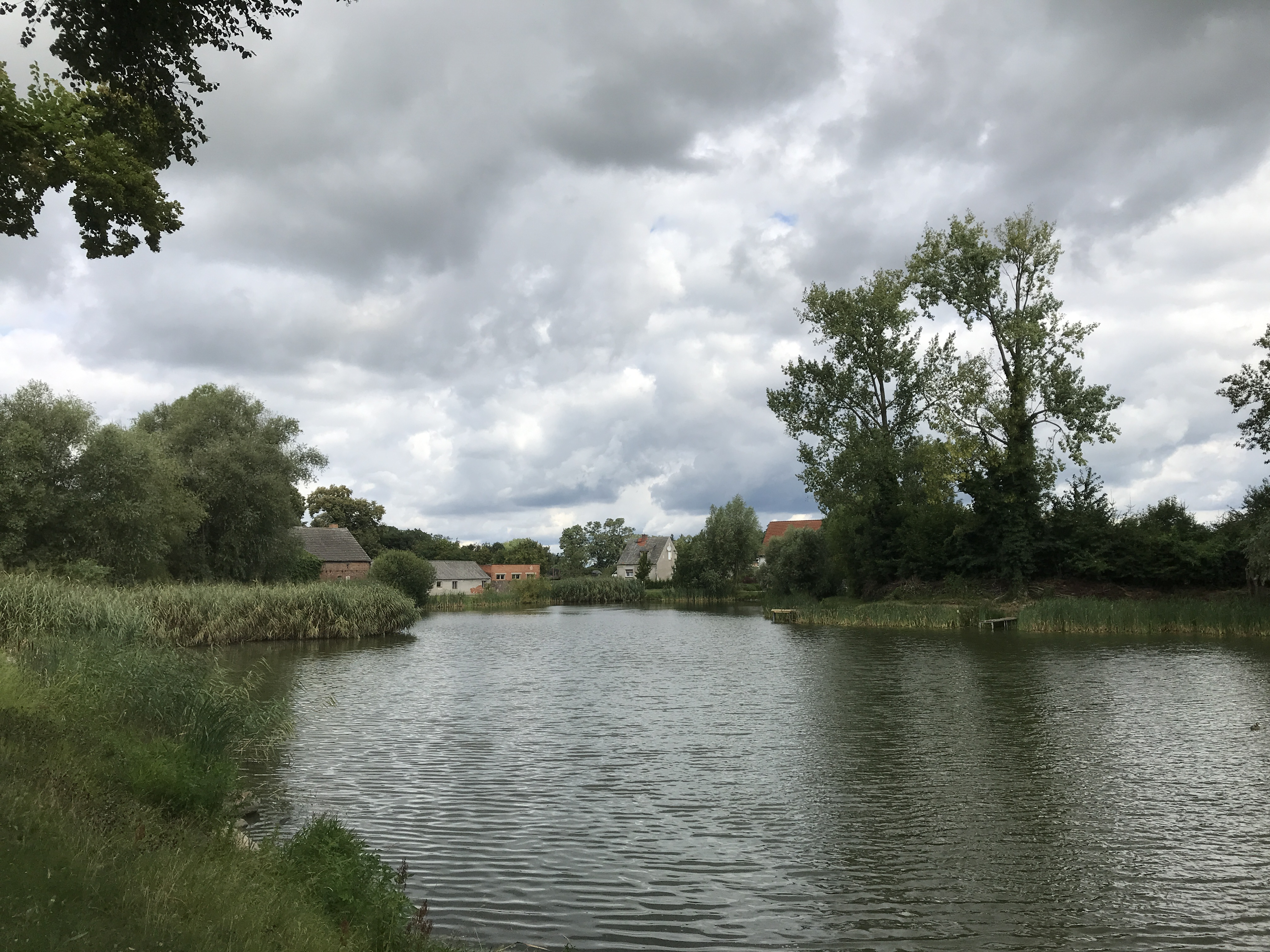
Nördlicher Dorfteich

Im 412 Hektar (ha) großen Dorf standen im Jahr 1900 insgesamt 23 Häuser; im 1578 ha großen Gut waren es 14 Häuser und eine Getreidemühle. Tempelberg besaß im Jahr 1905 die Wohnplätze Fischerhaus(!) Dehmsee und Forsthaus Tempelberg: Im Jahr 1928 wurde die Gemarkung von Dehmsee nach Berkenbrück eingemeindet. Tempelberg wurde 1931 Landgemeinde mit dem Wohnplatz Gölsdorf. Es gab in Summe 60 Wohnhäuser mit 101 Haushaltungen. Im Jahr 1939 gab es drei land- und forstwirtschaftliche Betriebe, die größer als 100 ha waren. Sieben Betriebe waren zwischen 20 und 100 ha groß, zwei zwischen 10 und 20 ha, zwei zwischen 5 und 10 ha und 5 zwischen 0,5 und 5 ha.
Nach dem Zweiten Weltkrieg wurden im Rahmen der Bodenreform 777,2 ha enteignet: 567,5 ha Acker, 200 ha Wald, 8,2 ha Ödland und 1,5 ha Wasser. Davon gingen 259,8 ha an 27 Landarbeiter und landlose Bauern, 24,3 ha an vier landarme Bauern, 146,6 ha an 16 Umsiedler sowie 15,4 ha an drei Handwerker. Weitere 33,6 ha erhielten vier Arbeiter und Angestellte, vier Hektar gingen an zwei Altbauern, 15 ha an die Gemeinde sowie 257,6 ha an Bodenfonds und 20 ha Wald an die Gemeinde Hasenfelde. Im Jahr 1957 gründete sich eine LPG Typ III mit 32 Mitgliedern und 467 ha Fläche, die bis 1960 auf 107 Mitglieder und 789 ha anwuchs. Eine LPG Typ I hatte 23 Mitglieder und 101 ha Fläche; diese wurde 1968 an die LPG Typ III angeschlossen.
Am 31. Dezember 2001 wurde Tempelberg nach Steinhöfel eingemeindet.

## Bevölkerungsentwicklung
| Einwohnerentwicklung in Tempelberg von 1734 bis 1971 | Einwohnerentwicklung in Tempelberg von 1734 bis 1971 | Einwohnerentwicklung in Tempelberg von 1734 bis 1971 | Einwohnerentwicklung in Tempelberg von 1734 bis 1971 | Einwohnerentwicklung in Tempelberg von 1734 bis 1971 | Einwohnerentwicklung in Tempelberg von 1734 bis 1971 | Einwohnerentwicklung in Tempelberg von 1734 bis 1971 | Einwohnerentwicklung in Tempelberg von 1734 bis 1971 | Einwohnerentwicklung in Tempelberg von 1734 bis 1971 | Einwohnerentwicklung in Tempelberg von 1734 bis 1971 | Einwohnerentwicklung in Tempelberg von 1734 bis 1971 | Einwohnerentwicklung in Tempelberg von 1734 bis 1971 | Einwohnerentwicklung in Tempelberg von 1734 bis 1971 | Einwohnerentwicklung in Tempelberg von 1734 bis 1971 | Einwohnerentwicklung in Tempelberg von 1734 bis 1971 | Einwohnerentwicklung in Tempelberg von 1734 bis 1971 | Einwohnerentwicklung in Tempelberg von 1734 bis 1971 | Einwohnerentwicklung in Tempelberg von 1734 bis 1971 | Einwohnerentwicklung in Tempelberg von 1734 bis 1971 | Einwohnerentwicklung in Tempelberg von 1734 bis 1971 | Einwohnerentwicklung in Tempelberg von 1734 bis 1971 |
| ---------------------------------------------------- | ---------------------------------------------------- | ---------------------------------------------------- | ---------------------------------------------------- | ---------------------------------------------------- | ---------------------------------------------------- | ---------------------------------------------------- | ---------------------------------------------------- | ---------------------------------------------------- | ---------------------------------------------------- | ---------------------------------------------------- | ---------------------------------------------------- | ---------------------------------------------------- | ---------------------------------------------------- | ---------------------------------------------------- | ---------------------------------------------------- | ---------------------------------------------------- | ---------------------------------------------------- | ---------------------------------------------------- | ---------------------------------------------------- | ---------------------------------------------------- |
| Jahr                                                 | 1734                                                 | 1772                                                 | 1791                                                 | 1798                                                 | 1801                                                 | 1818                                                 | 1840                                                 | 1864                                                 | 1871                                                 | 1885                                                 | 1895                                                 | 1905                                                 | 1925                                                 | 1939                                                 | 1946                                                 | 1964                                                 | 1971                                                 | 1993                                                 | 2000                                                 | 2006                                                 |
| Einwohner                                            | 119                                                  | 197                                                  | 174                                                  | 204                                                  | 189                                                  | 245 und 5 (Mühle)                                    | 275                                                  | 327                                                  | Dorf 198 und Gut 29                                  | 156 und 45 sowie 12 (Forsthaus Tempelberg)           | 153 und 119 und 5                                    | 148 und 131 sowie 4 (Dehmsee)                        | 298                                                  | 430 (incl. Gölsdorf)                                 | 321                                                  | 324                                                  | 329                                                  | 262                                                  | 246                                                  | 210                                                  |

## Kultur und Sehenswürdigkeiten

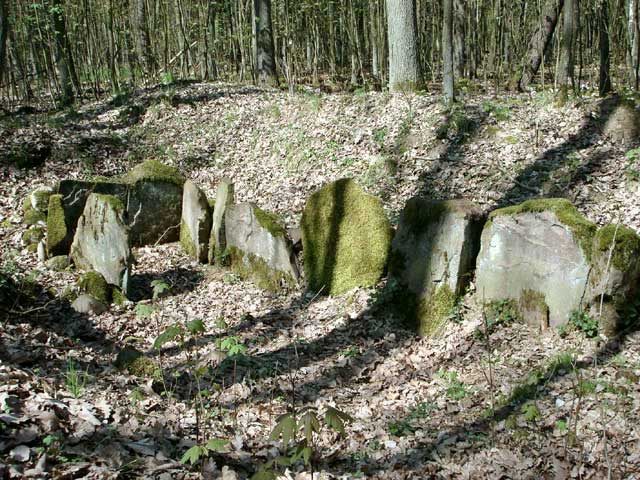
Steinkiste von Tempelberg

In der Liste der Baudenkmale in Steinhöfel stehen die in der Denkmalliste des Landes Brandenburg eingetragenen Baudenkmale des Ortes.
- Die Dorfkirche Tempelberg entstand im zweiten Viertel des 13. Jahrhunderts aus Kirchenschiff, eingezogenem Chor und halbkreisförmiger Apsis. Im Innern steht unter anderem ein Altarretabel aus dem Anfang des 18. Jahrhunderts.
- Das Gutshaus entstand um 1800 in Formen des spätbarocken Klassizismus. Der zweigeschossige Rechteckbau besaß 12:4 Achsen; die Hauptfassade war durch Pilaster gegliedert. Das Gutshaus wurde nach dem Zweiten Weltkrieg abgetragen. Erhalten blieben eine kleine Parkanlage sowie zwei erhaltene Kavaliershäuser. Sie zeugen von der Zeit, als der preußische Staatsmann Karl August von Hardenberg im Gutshaus einige seiner Ideen zu den Preußischen Reformen entwickelte.
- Der Kohlhaasweg in Tempelberg erinnert an Hans Kohlhase, der hier um 1500 geboren wurde und dem als Rebell gegen Willkür der Obrigkeit in der Novelle Michael Kohlhaas von Heinrich von Kleist ein literarisches Denkmal gesetzt wurde.
- Im Tempelhofer Forst befindet sich eine steinzeitliche Steinkiste, die der Kugelamphoren-Kultur zugerechnet werden konnte.[2]

## Persönlichkeiten
- Hans Kohlhase (* um 1500 in Tempelberg), Kaufmann
- Ortwin Czarnowski (* 1940 in Tempelberg), Radrennfahrer